# Utricularia regia
Utricularia regia este o specie de plante carnivore din genul Utricularia, familia Lentibulariaceae, ordinul Lamiales, descrisă de Zamudio și Amp; Olvera. Conform Catalogue of Life specia Utricularia regia nu are subspecii cunoscute.